# Замороженный калифорниец
«Замороженный калифорниец» (англ. Encino Man) — американский комедийный фильм, снятый в 1992 году, в российском переводе также известный как «Человек из Энсино», «Парень из Энсино».

## Сюжет
Старшеклассникам Дэйву и Стоуни даже в самом безумном сне не могло присниться то, во что выльется обычное строительство бассейна в Калифорнии. Во время проведения работ на дне котлована они обнаружили огромную ледяную глыбу, лежавшую в земле не одну тысячу лет. Вскоре глыба растаяла, а вместе с ней оттаял и ожил пещерный человек...

## В ролях
| Актёр           | Роль                     |
| --------------- | ------------------------ |
| Шон Астин       | Дэвид «Дэйв» Морган      |
| Брендан Фрейзер | Линкович «Линк» Чомовски |
| Поли Шор        | Стэнли «Стоуни» Браун    |
| Меган Уорд      | Робин Суини              |
| Робин Танни     | Элла                     |
| Мариетта Хартли | миссис Морган            |
| Ричард Мазур    | мистер Морган            |
| Майкл Делуиз    | Мэттью «Мэтт» Уилсон     |
| Роуз Макгоуэн   | Нора                     |
| Сандра Хесс     | пещерная девушка         |
| Рик Дукомман    | мистер Браш              |
| Куан Ке Хюи     | Ким                      |
| Эрик Авари      | Раджи                    |

## Награды и номинации
- 1993 — премия «Золотая малина» в категории «Худшая новая звезда» (Поли Шор).
- 1993 — номинация на премию «Ассоциации кинокритиков Чикаго» в категории «Самый многообещающий актёр» (Брендан Фрейзер).